# Epsilon Verlag
Epsilon ist ein deutscher Comic-Verlag, spezialisiert auf Alben europäischer Künstler.
Der Verlagsleiter Mark O. Fischer studierte ab 1992 Verlagsherstellung an der HTWK Leipzig. 1997 gründete er im Schleswig-Holsteinischen Nordhastedt den Kleinverlag mit der Serie Franka von Henk Kuijpers.

## Auszeichnungen
2006 erhielt die Epsilon-Produktion Jónas Blondal von Jens F. Ehrenreich den Max-und-Moritz-Preis in der Kategorie Beste deutschsprachige Comic-Publikation für Kinder und Jugendliche. 
2011 wurde die Epsilon-Produktion Dédé 1 – Sind sie tot, Madame? von Erik mit dem ICOM Independent Comic Preis für herausragendes Artwork prämiert.

## Comicserien (Auswahl)
- Aldebaran
- Aria
- Betelgeuze
- Deae ex machina
- Dédé – Eriks Detektiv Deschamps
- Bob Morane
- Golden City
- Kommissar Fröhlich
- Luzian Engelhardt
- Pittje Pit
- Rubine
- Die Unsterblichen
- Zombies in der Großen Hoffnung
- Berlin: Untot